# Ivan Krajčírik
Ivan Krajčírik (15 giugno 2000) è un calciatore slovacco, portiere dello Slovan Liberec in prestito dal Widzew Łódź.

## Carriera
Cresciuto nel settore giovanile del Ružomberok, debutta in prima squadra il 13 settembre 2017 in occasione del match di Slovenský Pohár vinto 9-0 contro il Levoča; poche settimane più tardi esordisce anche nella massima divisione slovacca, nell'incontro pareggiato 1-1 contro il ViOn Z.M..

## Statistiche
Statistiche aggiornate al 24 aprile 2021.

### Presenze e reti nei club
| Stagione        | Squadra         | Campionato      | Campionato | Campionato | Coppe nazionali | Coppe nazionali | Coppe nazionali | Coppe continentali | Coppe continentali | Coppe continentali | Altre coppe | Altre coppe | Altre coppe | Totale | Totale | Totale |
| Stagione        | Squadra         | Comp            | Pres       | Reti       | Comp            | Pres            | Reti            | Comp               | Pres               | Reti               | Comp        | Pres        | Reti        | Pres   | Reti   |        |
| --------------- | --------------- | --------------- | ---------- | ---------- | --------------- | --------------- | --------------- | ------------------ | ------------------ | ------------------ | ----------- | ----------- | ----------- | ------ | ------ | ------ |
| 2019-2020       | Ružomberok B    | 1L              | 7          | -14        |                 | -               | -               |                    | -                  | -                  |             | -           | -           | 7      | -14    |        |
| 2017-2018       | Ružomberok      | SL              | 2          | -1         | CS              | 3               | 0               |                    | -                  | -                  |             | -           | -           | 5      | -1     |        |
| 2018-2019       | Ružomberok      | SL              | 0          | 0          | CS              | 0               | 0               | UEL                | 0                  | 0                  |             | -           | -           | 0      | 0      |        |
| 2019-2020       | Ružomberok      | SL              | 13         | -17        | CS              | 3               | -2              | UEL                | 2                  | -4                 |             | -           | -           | 18     | -23    |        |
| 2020-2021       | Ružomberok      | SL              | 10         | -14        | CS              | 3               | -4              | UEL                | 0                  | 0                  |             | -           | -           | 13     | -18    |        |
| Totale carriera | Totale carriera | Totale carriera | 32         | -46        |                 | 9               | -6              |                    | 2                  | -4                 |             | -           | -           | 43     | -56    |        |